# Riom-Parsonz
Ne pas confondre avec les communes françaises de Riom (Puy-de-Dôme), Riom-ès-Montagnes (Cantal) ou Rioms (Drôme)
Riom-Parsonz est une ancienne commune suisse du canton des Grisons, située dans la région d'Albula.

## Histoire
Créée en 1979 par la fusion des anciennes communes de Riom et Parsonz, la commune a fusionné le 1er janvier 2016 avec ses voisines de Bivio, Cunter, Marmorera, Mulegns, Salouf, Savognin, Sur et Tinizong-Rona pour former la nouvelle entité de Surses.

## Monuments
Le château de Riom, situé en surplomb du village homonyme, est inscrit comme bien culturel d'importance nationale.

## Notes et références

Vue aérienne (1947).